# Torv

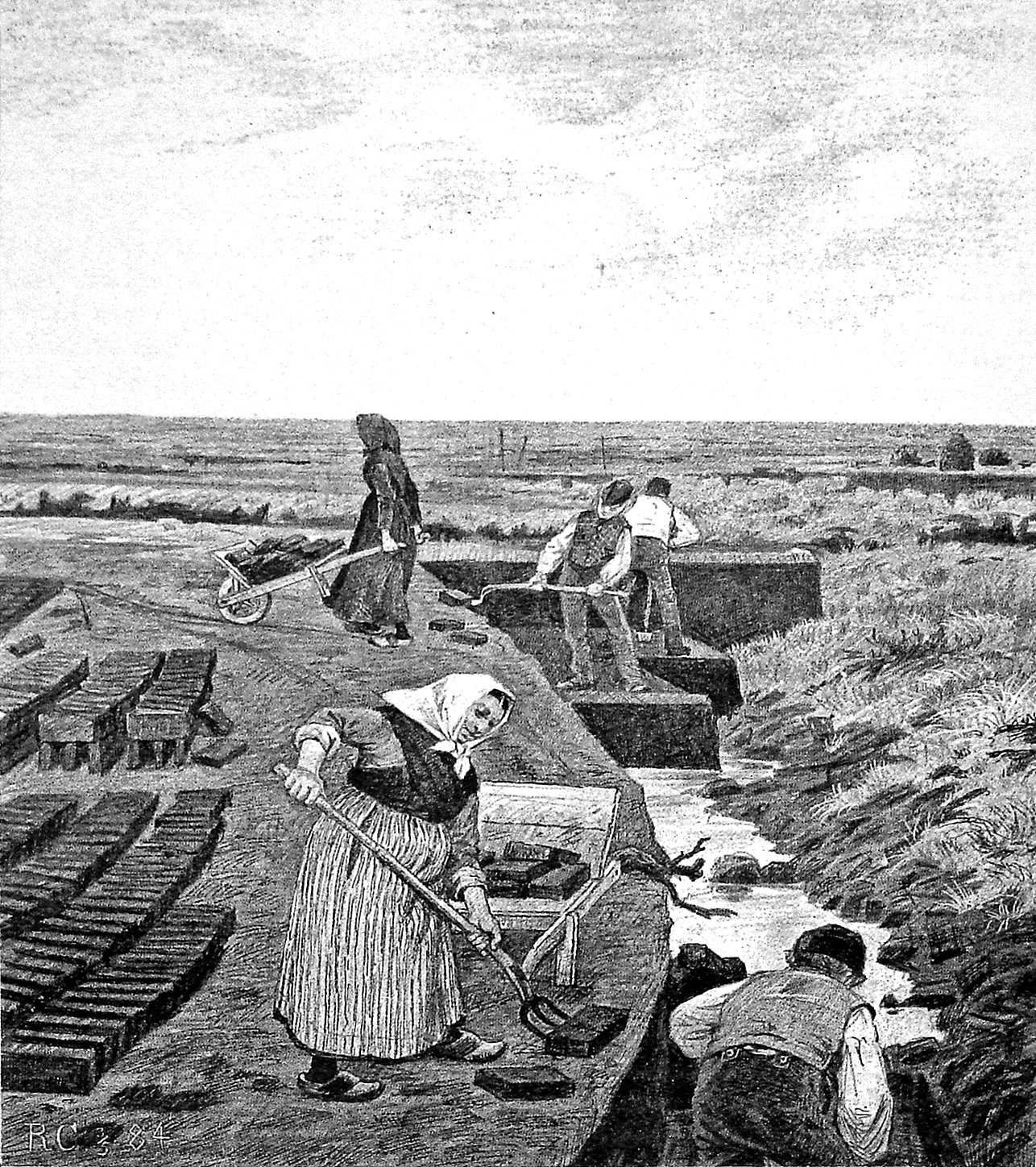
Torvskærning på Vildmosen, Jylland av Rasmus Christiansen, 1884

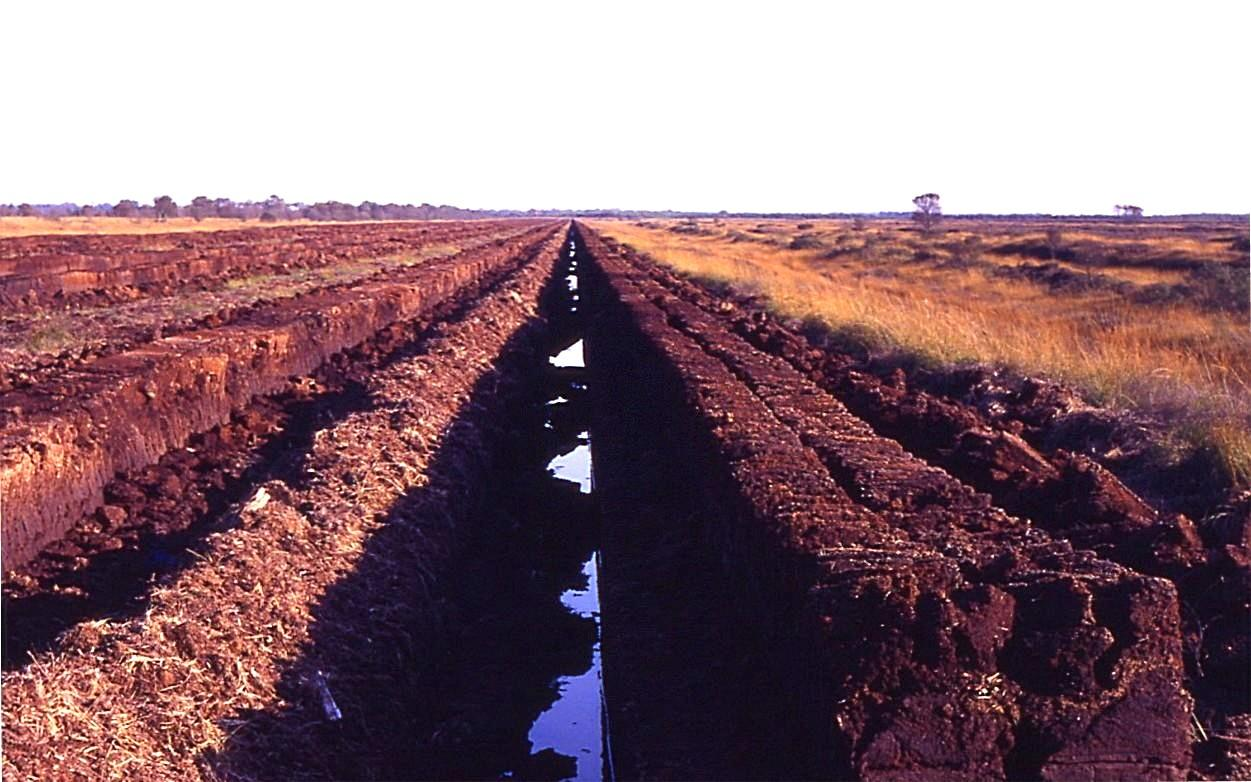
Torvbrytning i Tyskland

Torv består av växtdelar i mossar och kärr, som på grund av brist på syre endast delvis förmultnat. Torv räknas i de flesta sammanhang som fossilt .

## Allmän beskrivning

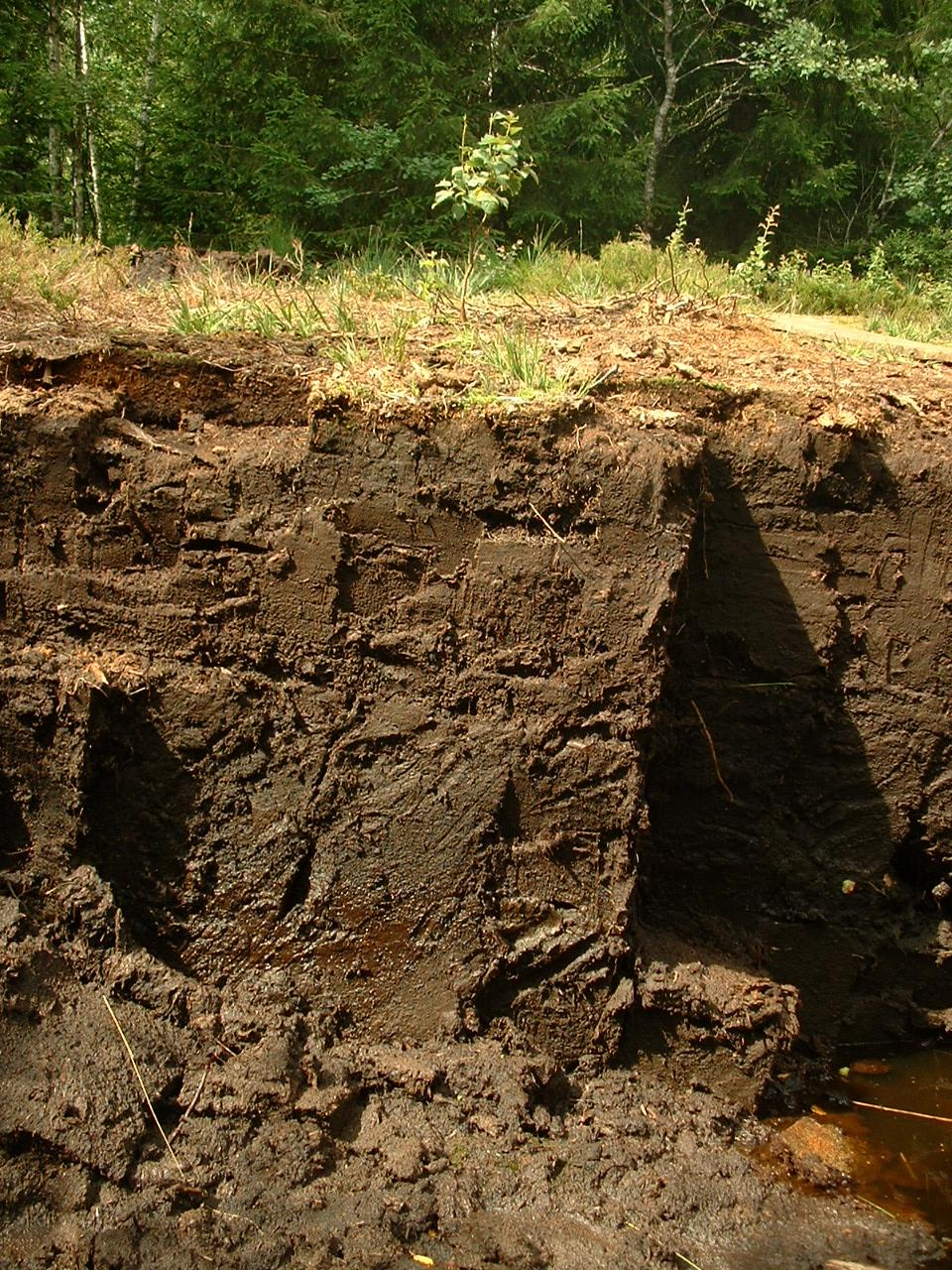
Torvtäkt i Frankrike

Torv är ett fossilt material som används som bränsle eller odlingssubstrat. I mer vidsträckt mening är torv en jordart – torvmossejordart – som huvudsakligen består av växtrester som på grund av hämmat eller hindrat lufttillträde mer eller mindre undergått nedbrytning . I de flesta fall avses emellertid endast vissa slag av torvmossejordarter, nämligen sådana som består av växtdelar som avlagrats på växtplatsen, och där bevarats. Den egentliga torvens huvudmassa har alltså inte samlats ihop genom transport med vatten. Den är alltså en sedentär (stillastående) bildning, och inte ett sediment (som annars är fallet med många andra vegetabiliska jordarter, till exempel gyttja och vissa dyarter).
I torven finns mer eller mindre rikligt bevarade, igenkännliga, rester (frön, pollen, blad och liknande) av såväl avlagringsplatsens som i viss mån även omgivningens växtlighet. Därför har torvlagringarna bland annat givit oss grundstommen till kunskapen om vegetationens utvecklingshistoria (se vidare pollenanalys).

## Användning

### Bränsle

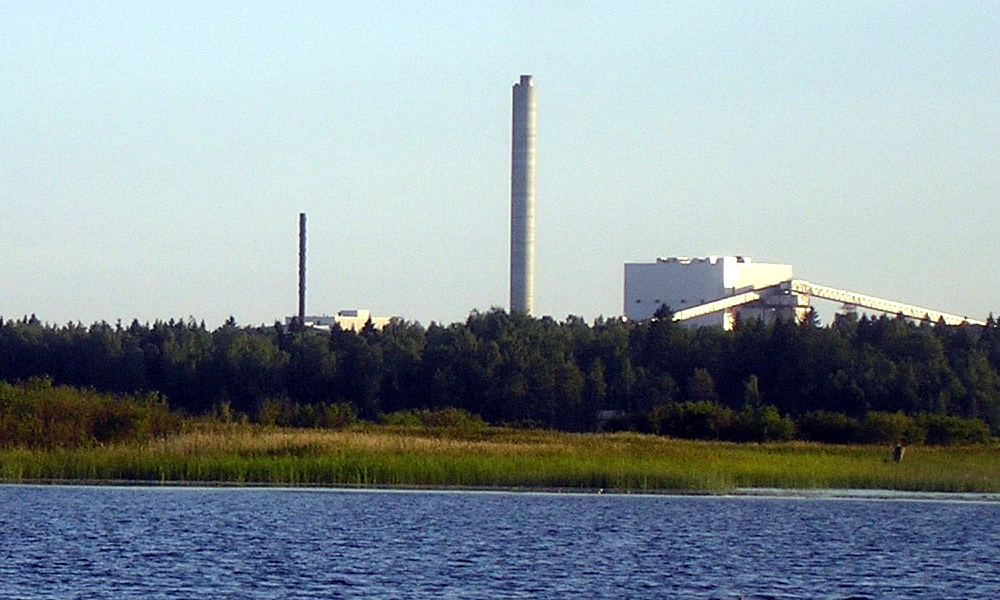
Alholmens biokraftverk i Jakobstad.

Det finns olika torvarter beroende på vilket växtslag som dominerade på platsen när torvmaterialet bildades. Den ofullständiga nedbrytningen gör att en stor del av energiinnehållet i det biologiska materialet finns kvar, varför torv kan användas som bränsle. Värmevärdet är 20–22 MJ/kg, jämförbart med brunkol. Flera egenskaper nedsätter dock dess värde. Färsk torv har mycket hög vattenhalt och måste därför torkas före förbränningen. Dessutom ger torv väldigt mycket aska, som har låg smältpunkt och innehåller kemiska beståndsdelar som vid förbränning är korrosiva och skadliga för miljön. Förbränningen sker långsamt, askan innehåller mycket som är oförbränt och glöder länge efteråt. (Det kan till och med brinna under marken och ta eld igen efter vintern, förutsatt att det finns syretillförsel.) Öppen torveld är illaluktande på grund av de sura beståndsdelarna. Som bränsle används torv i större utsträckning endast i vissa regioner, främst Skandinavien, de brittiska öarna och Baltikum, där tillgången är särskilt riklig.
| Land     | Energiförbrukning av torv [toe/år] | Andel torv vid bränsleförbrukning |
| -------- | ---------------------------------- | --------------------------------- |
| Finland  | ca. 2000                           | 7 %                               |
| Irland   | ca. 800                            | 5 %                               |
| Sverige  | ca. 350                            | 0,7 %                             |
| Estland  | ca. 100                            | 1,7 %                             |
| Litauen  | ca. 65                             | ca. 0,3 %                         |
| Lettland | ca. 20                             | ca. 0,5 % (starkt avtagande)      |
1 ktoe = 103 toe = 11,6 GWh = cirka 3500–4000 t torv.
Anmärkning: Användningen av torv i ovannämnda länder skiljer sig mycket från varandra. I Finland, Irland och Sverige bränns merparten i större kraft- och värmeverk, i de baltiska staterna i små anläggningar.
Utsläpp av koldioxid från torvförbränning rapporteras till FN som fossila och när torv eldas i stora kraftvärmeverk för energiproduktion inom EU måste de inneha utsläppsrätter. Koldioxid från torvförbränning är en växthusgas som påverkar klimatet.

### Odling

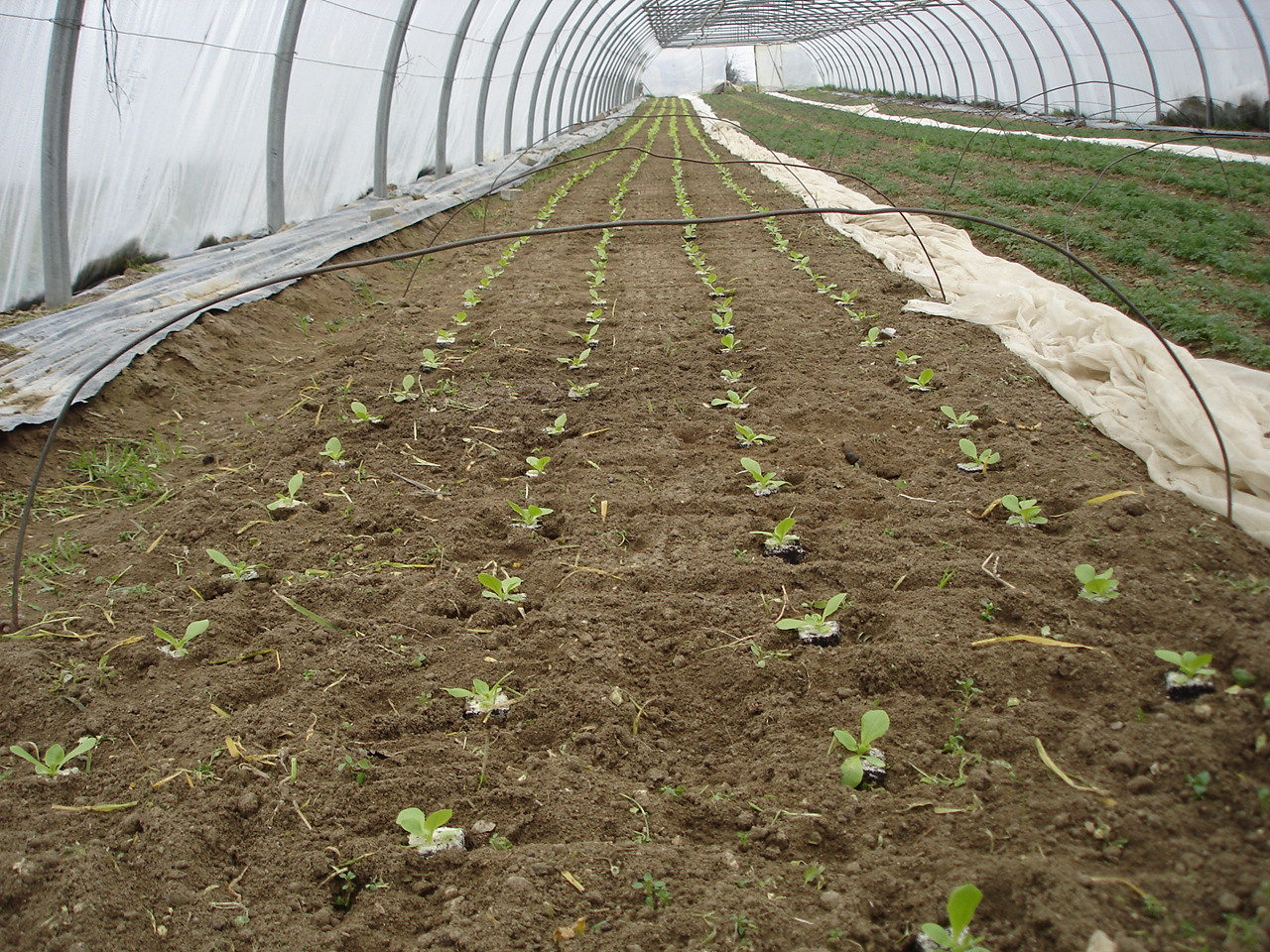
Jordförbättring är ett användningsområde för torv.

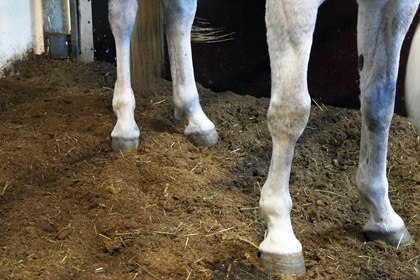
Torv kan användas som strö för hästar och kor.

Torv används också som planteringsjord och jordförbättringsmedel. Det sänker pH-värdet, vilket är bra för kalkskyende växter, och det binder vatten utan att dränka rötterna.
Torv används också som strö för djur (oftast kor och hästar) där den fuktuppsugande förmågan för djurens urin kommer väl till pass. Torv är i detta hänseende överlägset halm. Som strö används kvaliteten riven torv. Både fibertorv och torvströ används dessutom inom akvaristiken, bland annat som filtermaterial.

### Balneoterapi

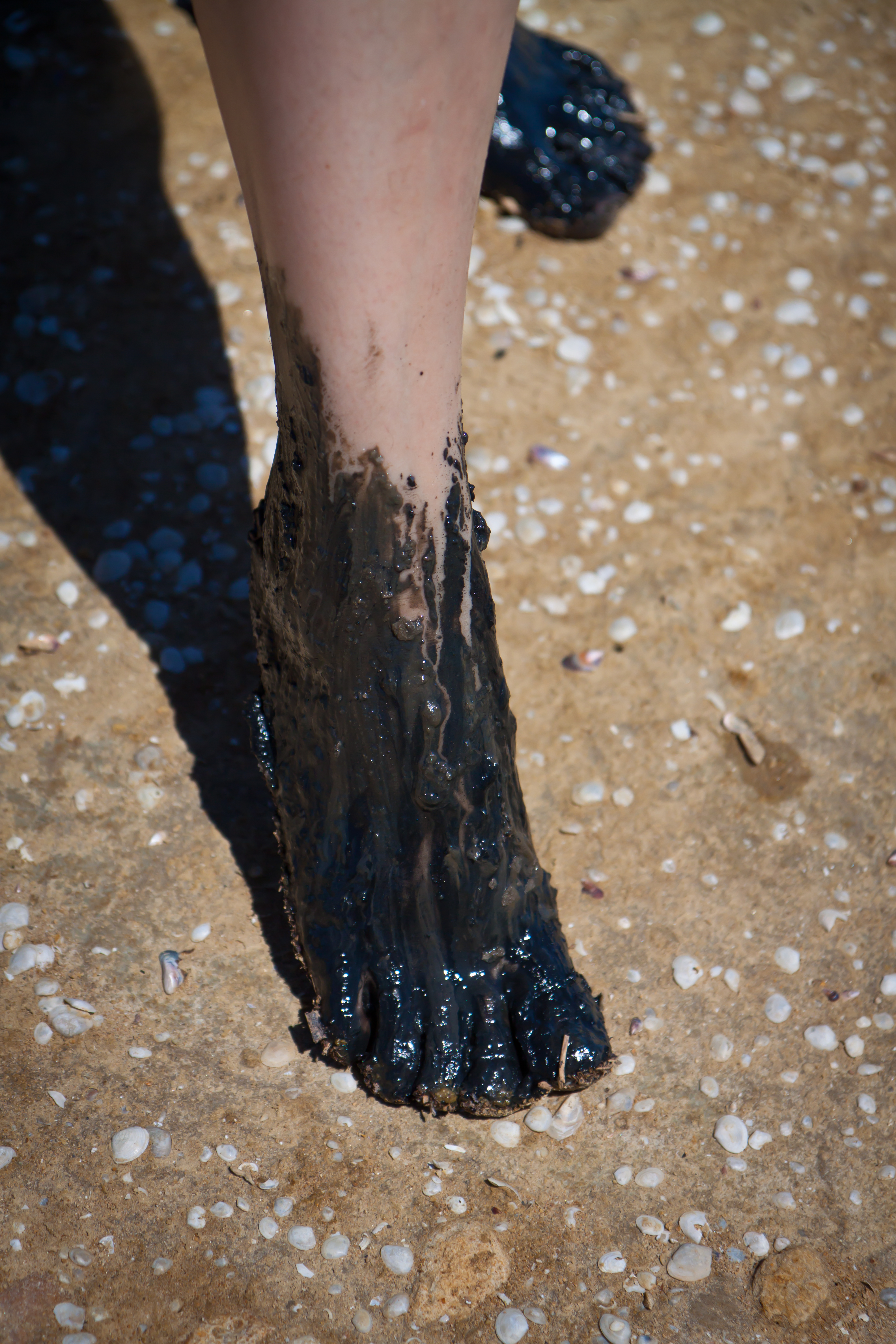
Torvbaserad lera används i hälsosyfte.

Torv har använts inom spa och balneoterapi sedan 1800-talet, där bad används för att behandla åkommor. Det är en del av folkmedicinen i flera europeiska kulturer.
Vetenskapliga studier om effektiviteten av balneoterapi påvisar visar inte någon effekt i behandlingen av reumatoid artrit. Evidensläget är otillräckligt för om ett slags bad skulle vara bättre än ett annat, eller för att bad skulle vara mer effektivt än motion, avslappningsterapi, eller lerinpackningar.
De flesta studier om balneoterapi har metodologiska brister, vilket förhindrar dess resultat från att vara pålitliga. En systematisk översikt från 2009 av all publicerad klinisk evidens drog slutsatsen att existerande forskning är otillräcklig för att dra slutsatser om huruvida effektivt balneoterapi är.

### Byggande
I äldre hus har traditionellt torv (klumptorv från mossens övre del med låg humifieringsgrad), eller helst oförmultnad tuvull, använts för fyllning i väggar, bjälklag och isolering av ackumulatorer. Torv har lågt pH, och för att neutralisera detta har ofta tillsatts ca 5 % kalciumhydroxid (släckt kalk), vilket ansetts ha avskräckande effekt på råttor, möss och vägglöss. I bjälklag har torv större ångtransportförmåga för ventilation än modernare material såsom mineralull och dylikt, samt bättre dämpning av stegljud. Torv vinner även i jämförelse med kutterspån. Nackdel för torv är att den till skillnad mot mineralull etc är brännbar och att den med tiden packar sig. I väggar bör man därför om möjligt efter några år uppifrån fylla på med mer torv.
Ibland har man förbättrat värmeisolation och fukttransport i betonggrunder genom att under gjutningen sticka ner skivor av sammanpressad torv i betongen innan denna ännu har stelnat. Dimensioneringen av sådana väggar måste naturligtvis göras med hänsyn till att torvskivans bärande förmåga är så gott som försumbar jämfört med betongens.
I så kallad torpargrund har torv använts till mullbänkar i syfte att hålla torrt under stugan.
Vid byggande av vägar, järnvägar och hus är torv en svår olägenhet eftersom den sjunker ihop mycket även under liten belastning. Torvmark är många gånger också skyddsvärd (naturvärdesklassad), och kan lokalt dräneras av närbelägna tunnlar och skärningar med sänkt vattennivå som följd, vilket kan ge skada på torvmarkens miljö.
I kristider har försök gjorts att använda torv som spånadsämne, men de har inte varit särskilt framgångsrika.
Torv förekommer främst i Europa, Nordamerika och norra Asien, i synnerhet i Ryssland, Irland, Skottland, norra Tyskland, Skandinavien och Estland.

## Torvbildning

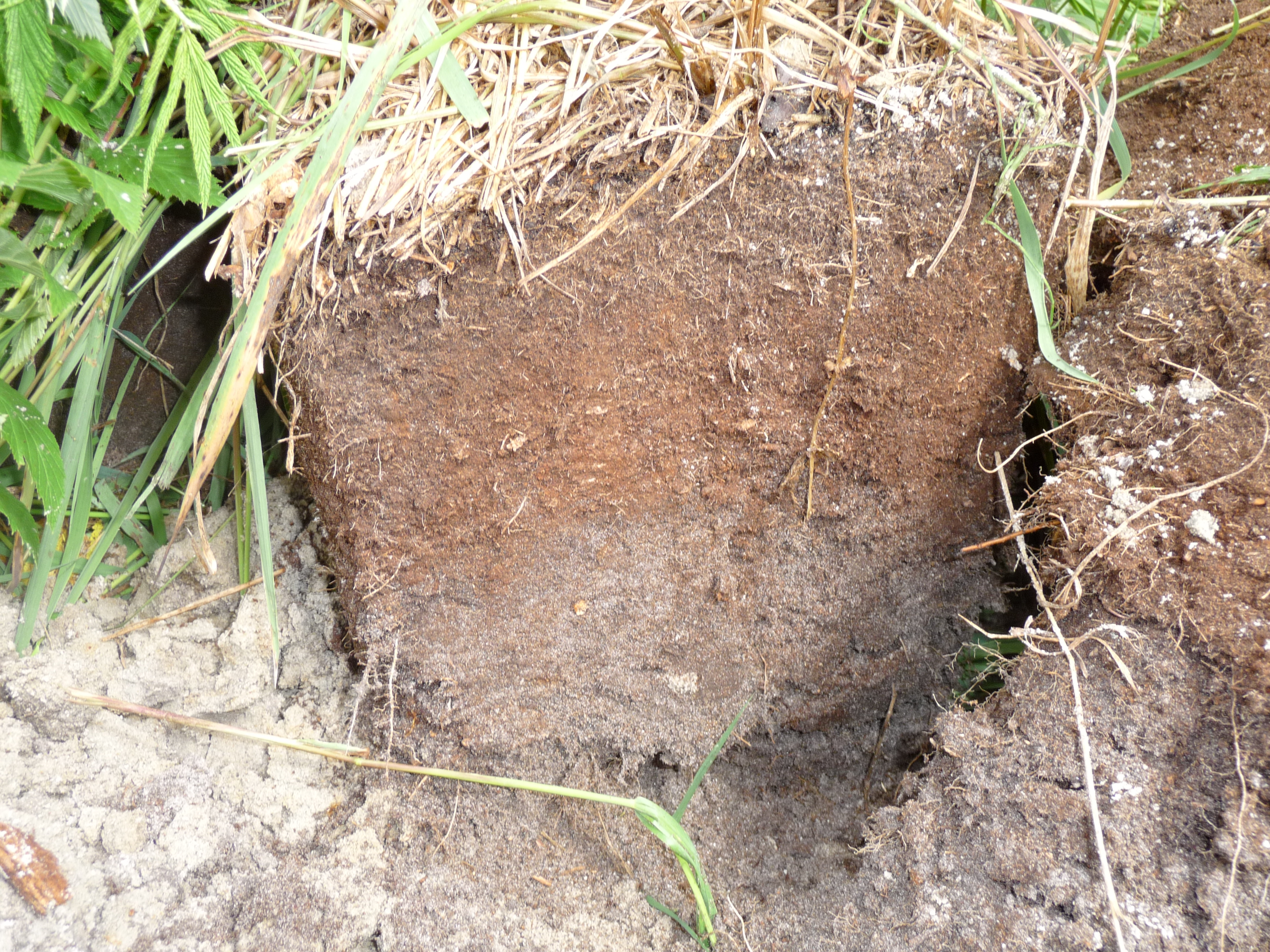
Torvmark.

Torv bildas när växtmaterial på grund av surhet och brist på syre hindras från att brytas ned helt och hållet. Det består huvudsakligen av våtmarksvegetation: främst myrväxter som mossor, halvgräs och buskar. Allteftersom den ackumuleras kan torven uppta vatten, och våtare förhållanden skapas långsamt och våtmarken breder ut sig. Först uppstår näringsrika kärr med kärrtorv. Under lämpliga förhållanden avskiljs ytvattnet genom avlagringar från det stillastående grundvattnet. Kärrvattnet får ett lågt pH-värde (3,4–3,7), knappt några näringsämnen och endast lite syre frigörs så att aerob och anaerob nedbrytning av växtstoff hämmas. Fattigkärrets flora är anpassad för dessa förhållanden, och dess avlagringar bildar fattigkärret.
Vid torvbildningen genomgår växtdelarna vissa kemiska processer – vanligen gemensamt betecknade som humifiering – som innebär att växtsubstansen avger en del av sitt syre och väte, så att kolhalten ökas. Om dessa processer fortgår under längre geologiska tidsrymder, övergår torven i ännu mer kolhaltiga bildningar: brunkol och stenkol.
Man har i vissa kollager identifierat flera av de jordarter som bygger upp de nutida torvmossarna. Men i dessa, som bildats under den geologiskt mycket korta tidsrymden efter den senaste istiden, spelar dessa långsamt verkande processer en mycket underordnad roll. Uppkomsten av sumpgas i vissa torvlager visar dock att förvandlingen alltjämt fortgår. Torv bildas med en hastighet av cirka en millimeter per år.
De svenska torvmossarnas jordarter har nästan helt och hållet präglats av de förhållanden som rått på platsen där de avlagrats.
Råtorven innehåller ungefär 90 % vatten, medan den i torkat tillstånd innehåller cirka 60 % kol och då kan användas som bränsle.

## Orsaker till olika egenskaper hos torv

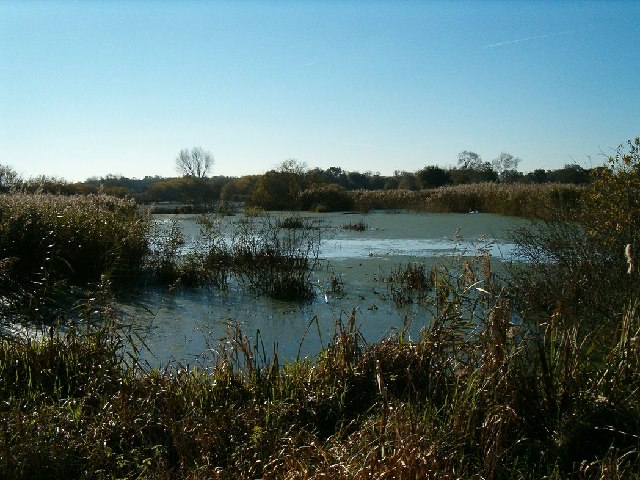
Tillgången till syre vid förtorvningen, som påverkas bland annat av fuktighet, är en av de faktorer som inverkar på torvens egenskaper. Här en torvmosse i Glastonbury Heath, England.

Deras humifieringsgrad, även kallad huminositet, beror alltså i hög grad på hur långt växtdelarna brutits ned under själva avlagrandet, det vill säga innan växtdelarna sammanpackats till verklig torv. Om lufttillträdet är rikligt vid förtorvningen så uppkommer höghumifierade torvtyper. Om lufttillträdet har förhindras, till exempel genom att de torvbildande växtdelarna varit vattenbetäckta, finner man vanligen obetydligt nedbrutna växtdelar. Hög huminositet kan dock uppkomma också i fuktigt bildade torvtyper, genom att dysubstans utfälls under torvbildningen.
Avlagringsplatsens beskaffenhet bestämmer också torvens övriga egenskaper: dess botaniska sammansättning, dess halt av olika mineralämnen och kväve och så vidare. De naturliga torvtyperna kan indelas efter vilken typ av växtlighet de bildats ur, deras modersamhälle. Allteftersom detta varit en kärr- eller högmossvegetation, ett komplex av sjöväxter eller ett skogsbestånd, kan man urskilja kärrtorv, mosstorv, sjötorv och skogstorv.
Den egenskap hos avlagringsplatsen som utöver markfuktigheten framför allt präglar respektive torvtyp är tillgången på olika mineraliska näringsämnen. Om den är hög uppstår mer eller mindre askrika, ofta kalkrika och dessutom ganska ofta kväverika torvtyper, till exempel vissa kärrtorvstyper. Om näringstillgången är låg, bildas exempelvis den på mineralämnen vanligen fattiga vitmosstorven. Vitmosstorv bildas framför allt i högmossar och en av dess mera konstanta egenskaper är dess låga askhalt. Dess beskaffenhet och användbarhet växlar med den starkt varierande humifieringsgraden.
Vid låg huminositet ger vitmossornas i torven bevarade anatomiska struktur torven en betydande vattenuppsugningsförmåga och låghumifierad vitmosstorv ger det bästa torvströet. I själva verket är det endast i undantagsfall som torvströ och torvmull tillverkas av andra torvtyper. Om vitmossresterna är mer nedbrutna och huminositeten alltså högre, så blir vattenuppsugningsförmågan mindre. Då blir torven tätare, och dess värmevärde ökas. Vitmosstorven innehåller ofta knippen av oförmultnade tuvullsfibrer.

## Förekomst

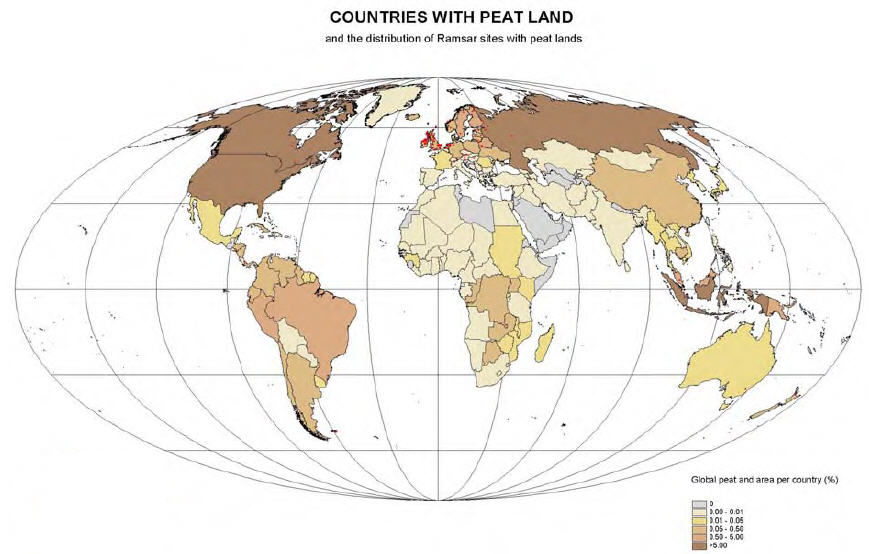
Förekomsten av torv i världen.

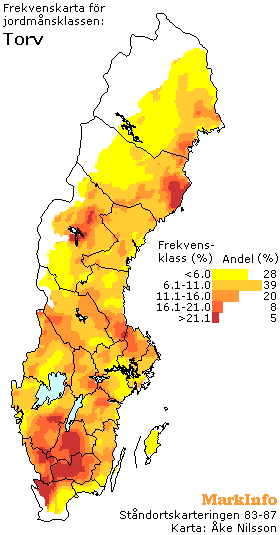
Förekomsten av torv i Sverige.

Torvmosse i Nykvarn kommun, 1900-tal.

Den totala förekomsten av torvmark på jorden uppskattas till 5 miljoner km², motsvarande ungefär 3,5 % av jordytan. I norra Asien och på nordamerikanska kontinenten finns större delen av dessa torvresurser samlade med likartade torvtyper som i Sverige. Vasiuganmyren i västra Sibirien håller på 54.000 km² ett av världens största sammanhängande område med torv. I Europa är torvmarksarealen ungefär 5,5 % av landarealen, vilket motsvarar cirka 560.000 km².
I subtropiska och tropiska områden finns andra typer av torvmark, som uppkommit vid långvariga översvämningar av flacka kustområden eller dämts upp av att nya stränder bildats. Dessa torvtyper är mindre lämpliga som såväl bränsle som odlingsjord.
Sverige ligger (1995) som nummer sex av jordens länder, när det gäller de 15 % av sin areal som upptas av torvmark med mer än 50 cm tjockt lager. Det motsvarar en yta om 63.000 km².

## Torvbrytning

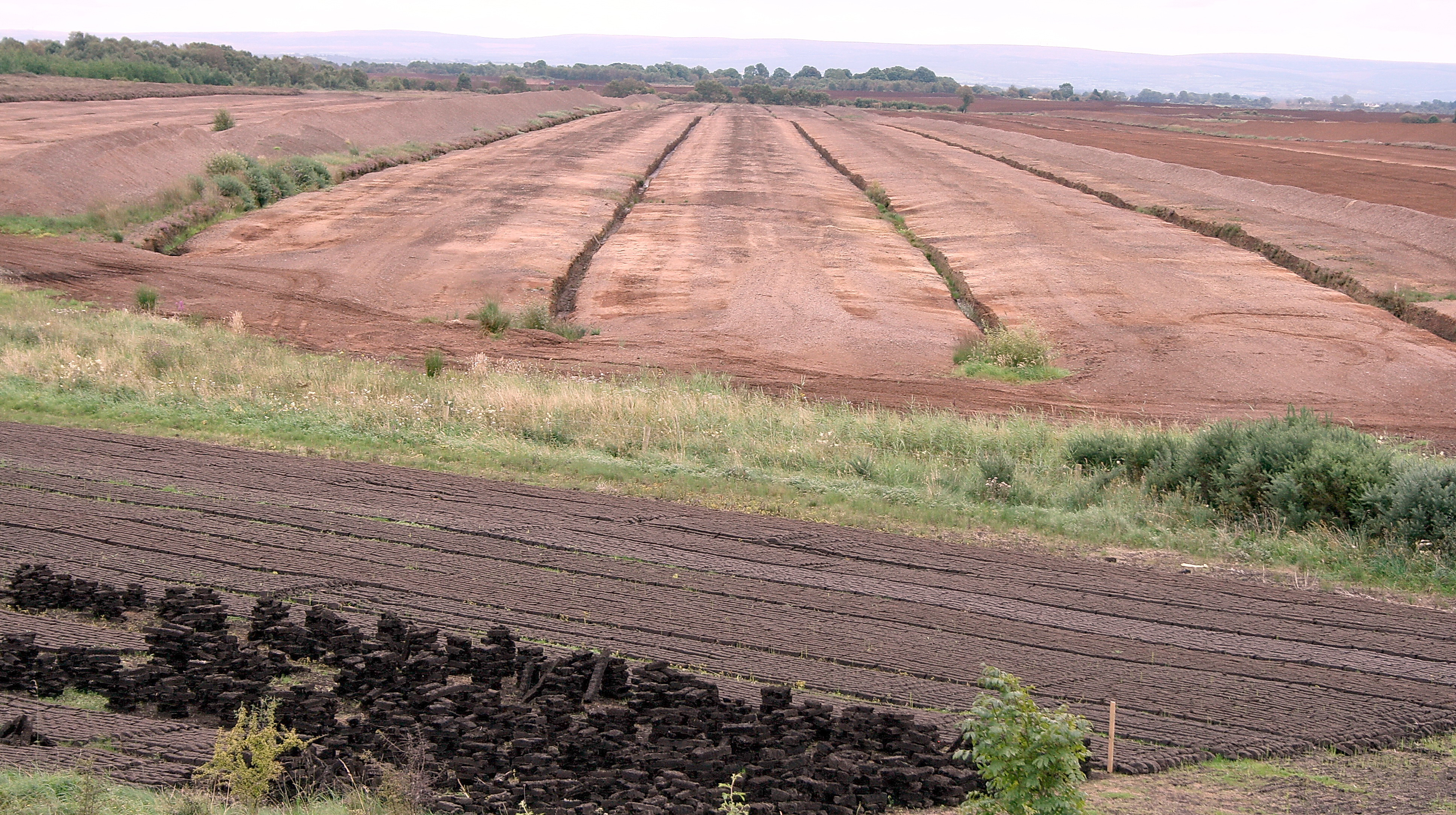
Industriellt bruten torvproduktion i myren Bog of Allen i irländska Midlands. Bränsletorven i förgrunden är mekaniskt framställd för inhemskt bruk.

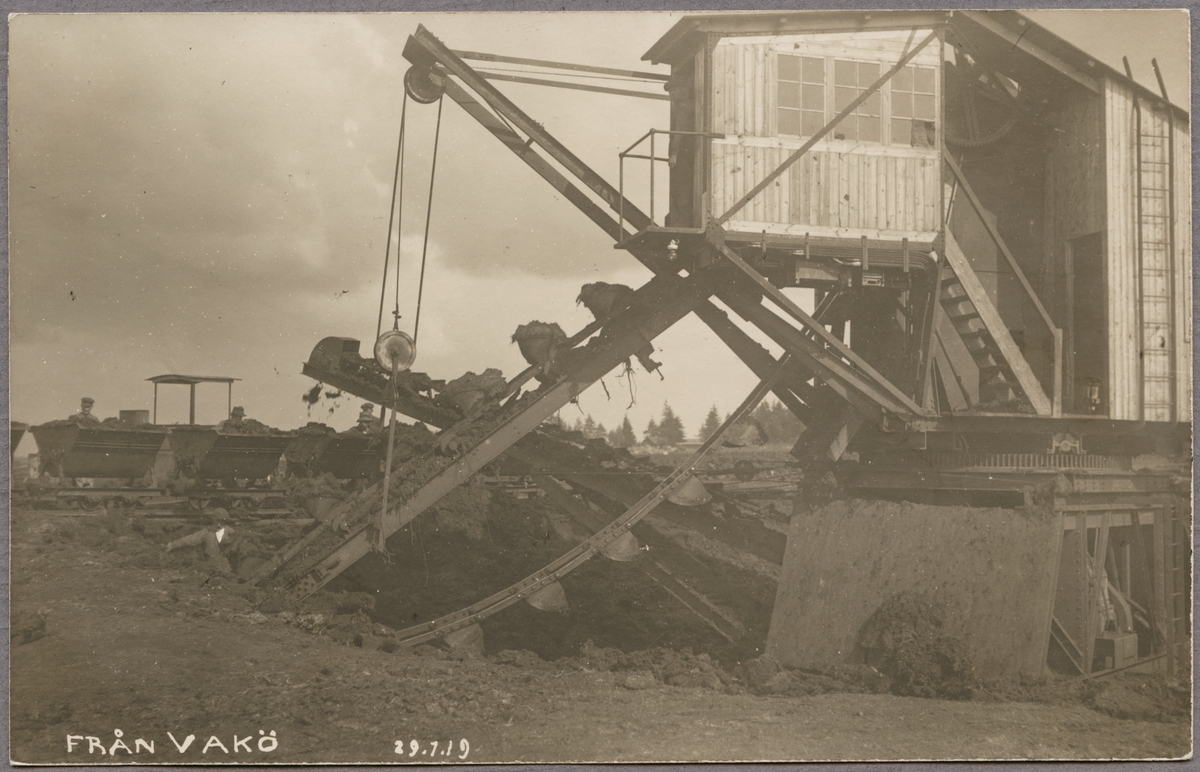
Torvbrytning vid Vakö Torvpulverfabrik på Vakö myr, 1919

### Internationellt
Torvtäkt utformas efter ändamål och grad av mekanisering, men går i mycket till på liknande vis i Finland, Irland och Ryssland som i Sverige.

### I Sverige
I Europa har man brutit torv i tusentals år. I Danmark har man funnit fynd av torvspadar från järnåldern, och det är sannolikt att man även i Sverige täktat torv lika länge.
Ursprungligen var hösten skördetid för torv på torvmossarna i Sverige.
Vid så kallad sticktorvtäkt skar man med en mycket skarp spade ut block om cirka 20×30×10 cm. Detta gjordes ned till cirka 40 cm under den nivå där torven började bli mättad med vatten. Genom att skära ner till vattennivån fick man automatiskt ett dike för att avleda vattnet och torka dikeskanten inför nästa års skörd av torv.
De skurna blocken fick sedan ligga och torka över vintern. På försommaren ställde man upp dem på högkant för att sedan de torkat bärga dem i lador på mossen eller på gården. Torven maldes sedan till torvströ, och användes för att samla upp urin och gödsel i ladugårdarna. Sent på vintern användes den äldre brunna gödseln som näring på åkrarna.
Numera bryter man i Sverige torv på många torvmossar med hjälp av traktorer. Man börjar bryta torven i maj eller juni, när det är bra torkväder. Sedan fortsätter man hela sommaren tills det börjar bli dagg, och torven därför inte torkar. Vanligtvis är det säsongsarbetare som är maskinförare, till exempel sommarjobbande ungdomar. Ofta tillämpas tolvtimmarsskift, dygnet runt. Enligt lag (1985:620) krävs numera koncession, tillstånd av länsstyrelsen för energitorvtäkt.
Det finns flera olika metoder för att bryta torv. Produktionen av frästorv och stycketorv är vanligast. Frästorv produceras genom att en fräs lösgör ett tunt skikt av torvytan. Den lösa torven vänds sedan med en harvliknande vändare, så att den torkar snabbare. Därefter samlas den upp direkt på plats för transport till en torvfabrik, eller så förs den med hjälp av ett mobilt transportband till en lång stack utmed ett eller flera järnvägsspår på mossen eller en väg. I stacken kan torven lagras under året, och allt efter behov transporteras till fabriken. Stycketorv produceras genom att man tar upp torven från cirka en meters djup med en maskin. Den ältas i maskinen, och pressas ut genom munstycken i långa korvar. Dessa läggs på marken för torkning, och vänds efter några dagar. När den är tillräckligt torr tas den in. Stycketorven lagras sedan i stack. Därifrån kan den köras med lastbil till förbränning för energiutvinning.

## Torv som klimatarkiv
Vitmosstorv kan användas som ett arkiv för att rekonstruera klimatförändringar, och framförallt hur förändringar i nederbörd och temperatur har avspeglats i torvens sammansättning. En metod som tidigare använts är variationer i torvens humifieringsgrad, där en låg nedbrytning anses avspegla ett fuktigare klimat, och en hög nedbrytningsgrad ett torrare klimat. Markerade övergångar från höghumifierad till låghumifierad torv, så kallade rekurrensytor, beskrevs från mossar i Mellansverige av bland andra Erik Granlund på 1920-talet. Idag finns ett flertal andra metoder för att studera hur torven påverkats av klimatförändringar, exempelvis analyser av så kallade testata amöbor som visar hur fuktighetsgraden varierat. I Nordvästeuropa har övergångar till fuktigare (och eventuellt kallare) klimat, så kallade "wet shifts", observerats i ett flertal mossar, bland annat för ca 3600 och 2700 år sedan.

## Torv och miljöproblem

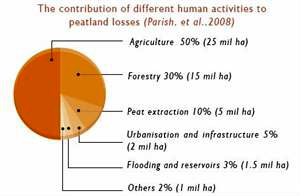
Olika mänskliga aktiviteters andel i förstörelsen av torvmarker.

### Klassificering
Trots att nybildningen av torv sker betydligt snabbare än fossila bränslen så som kol, olja och naturgas så räknas det i många sammanhang som ett sådant och har stora mängder kol inlagrat. I ett tidsperspektiv på upp till några hundra år visar studier att växthusgasutsläppen från torv motsvarar de från fossila bränslen. Förbränning av torv ger alltså ett nettoutsläpp av koldioxid, till skillnad från (andra) biobränslen.
Klassificeringen av torv skiljer sig åt mellan det svenska elcertifikatssystemet, EU:s handelssystem för koldioxidutsläpp och det internationella klimatförhandlingarna inom FN.  Enligt både Sverige och FN:s klimatpanel klassas torv som fossilt bränsle. Dock ingår torv i elcertifikatssystemet, där annars bara förnyelsebara energikällor räknas in. Enligt Energimyndigheten faller torv in under klassen ‘övriga bränslen’ tillsammans med fossilt avfall men är precis som biobränslen befriad från energi- och koldioxidskatt. Dock är användningen av torv belagd med svavelskatt. Inom handelssystemet för utsläppsrätter klassas torv som fossilt bränsle och innebär alltså en extra kostnad för användare.

### Utsläpp av växthusgaser
Då våtmarker dikas sänks vattennivåerna och våtmarkerna torrläggs. Detta leder till en syresättning av de tidigare syrefattiga torvmarkerna vilket i sin tur innebär att en aerob nedbrytning av detta organiska material kan inledas. När de kväverika torvmarkerna blir tillgängliga för aeroba nedbrytare börjar nedbrytningen av materialet vilket frigör växthusgaser som koldioxid och kvävedioxid till atmosfären . Orörda våtmarker genererar emissioner av metan då gasen bildas under anaerob nedbrytning. Utsläppen av växthusgaser är större från den dikade torvmarken jämfört med utsläppen från orörda våtmarken trots de metanutsläpp som förekommer från de sistnämnda. De årliga totala emissionerna av koldioxid från exploaterade torvmarker uppgår till mer än 2 miljarder ton, vilket motsvarar nästan 6% av världens koldioxidutsläpp. Av mänskliga aktiviteter står jord- och skogsbruk för den största användningen av torvmark.

### Påverkan på sjöar och vattendrag
Vid brytning av torv grävs diken i torvmossen för att torrlägga torven och göra brytningen möjlig. Detta leder till att grundvattenytan sänks, ytvatten rinner snabbare av och halten humusämnen ökar i de närliggande vattendragen. Det organiska materialet som frigörs i vattendragen bryts ned av mikroorganismer. Denna nedbrytning konsumerar syre vilket kan leda till kritiska syrehalter i närliggande vattendrag om halterna av humusämnen blir för höga. Syrebristen hotar de syreberoende organismerna som lever i de förorenade vattendragen. Syrebristen kan också resultera i en frigöring av näringsämnen bundna i bottensediment vilket i kombination av höga halter av humusämnen leder till övergödning.